# Rotmäulige Walkopffische
Die Rotmäuligen Walkopffische (Rondeletia) sind eine zwei Arten umfassende Gattung von Tiefseefischen, die allein die Familie Rondeletiidae bildet. Ihr großer Kopf ist kastenförmig, die Haut ist unbeschuppt. Das Seitenlinienorgan besteht aus Poren, die in 14 bis 26 senkrecht stehenden Reihen angeordnet sind. Rücken- und Afterflosse sitzen symmetrisch zueinander weit hinten am Körper, kurz vor der Schwanzflosse. Rücken- und Afterflosse werden von 13 bis 16 Weichstrahlen gestützt, bei den Brustflossen sind es 9 bis 11, bei den Bauchflossen 5 oder 6 und bei der Schwanzflosse 19 Strahlen. Die Fische werden maximal 11 cm lang. Die Anzahl der Wirbel liegt bei 24 bis 27.

## Arten
- Rondeletia bicolor, Goode & Bean, 1895, lebt im westlichen Atlantik von North Carolina bis Suriname in Tiefen bis 3000 Metern.
- Rondeletia loricata, Abe & Hotta, 1963, lebt weltweit in tropischen und subtropischen Bereichen von Atlantik, Indischen Ozean und Pazifik in Tiefen bis 1100 Metern.